# Al-Baʿth (quotidiano)
Al-Baʿth (in arabo البَعْث‎? 'la resurrezione') era un quotidiano nazionale siriano, fondato nel 1949, pubblicato dal Partito Ba'th.